# Stibara trilineata
Stibara trilineata är en skalbaggsart som beskrevs av Hope 1840. Stibara trilineata ingår i släktet Stibara och familjen långhorningar. Inga underarter finns listade i Catalogue of Life.